# Яруллин, Арслан Радикович
Арслан Радикович Яруллин (17 июля 2001, Казань) — российский хоккеист, защитник клуба «СКА-1946».
Начинал играть в казанских клубах «АК Барс» и «Стрела». Сезон 2018/19 провёл в клубе чемпионата Латвии «Лидо». С сезона 2019/20 — в системе СКА. В связи с тем, что часть игроков основного состава СКА была отправлена на карантин из-за подозрения на COVID-19, 25 сентября 2020 года провёл единственный матч в сезоне КХЛ — против «Ак Барса» (2:3 Б).
В сезоне 2021/22 выиграл Чемпионат Молодёжной хоккейной лиги.